# Trnávka, Trebišov
Trnávka este o comună slovacă, aflată în districtul Trebišov din regiunea Košice. Localitatea se află la altitudinea de 177 m deasupra n.m., se întinde pe o suprafață de 6,02 km2 și în 2017 număra 192 de locuitori.

## Istoric
Localitatea Trnávka este atestată documentar din 1259.

## Demografie
| An:                | 1994 | 2004   | 2014   | 2024   |
| ------------------ | ---- | ------ | ------ | ------ |
| Număr de persoane: | 161  | 164    | 180    | 175    |
| Diferență:         |      | +1,86% | +9,75% | −2,77% |

| An:                | 2023 | 2024   |
| ------------------ | ---- | ------ |
| Număr de persoane: | 169  | 175    |
| Diferență:         |      | +3,55% |